# 大脇雅和
大脇 雅和（おおわき まさかず、1967年 -）は、東京都世田谷区出身の編集者、コピーライター、執筆家である。

## 概要
趣味のバイクのライター、編集者として就職を探していたが、見つからず多趣味であったゲーム関連の仕事先を探し始め、広告代理店であったマイクロデザインにメーカー販促物の制作担当として入社する。同じ部署の小泉俊昭と共にゲーム関連書籍の立ち上げを行い、主軸的な。役割を担っていた。独自の発想で今までにない書籍企画を出し、一時は100以上もの企画ネタを披露していた。
『ウイザードリィ』フリークだった編集部員たちとダンジョン形式によるオンライン・ゲームの企画も立案していたが、プログラマーが見つからずに断念。
角川書店出向時代は雑誌の攻略ページの執筆や情報ページなどの取材・執筆を行い、誌面、ゲームのクロスレビューでの独特な批評理論で批評文書いていた。
当時の同僚として、前原慎一、萩野谷貴史、浜野一成、福嶋岳広（マイクロクリエイティブ）などがいる。後に（勝）PCエンジン編集部の編集部員として冒険企画局の糸井賢一も加わる。